# Aechmea tonduzii
Aechmea tonduzii är en gräsväxtart som beskrevs av Carl Christian Mez och Henri François Pittier. Aechmea tonduzii ingår i släktet Aechmea och familjen Bromeliaceae. Inga underarter finns listade i Catalogue of Life.